# Martin Kirschner
Pour les articles homonymes, voir Kirschner.
Martin Kirschner né le 28 octobre 1879 à Breslau et mort le 30 août 1942 à Heidelberg) est un chirurgien allemand.

## Biographie
Il fut étudiant des universités de Fribourg, de Strasbourg, de Zurich et de Munich. À la suite de l'obtention de son diplôme à Strasbourg en 1904, il se rendit à Berlin mener des études doctorales sous la direction de Rudolf von Renvers (de). Entre 1908 et 1910, il officia à la clinique chirurgicale universitaire de Greifswald sous la direction d'Erwin Payr (de), puis à Königsberg afin de travailler avec Payr et Paul Leopold Friedrich (de). En 1916, il fut élu professeur de chirurgie à Königsberg, et en 1927, il accepta d'occuper une chaire similaire à Tübingen.
Né en 1893 il était le fils de Martin Kirschner (1842-1912), le maire de Berlin, la capitale de l’empire..Après des études (1899-1904) à Fribourg, Zurich, Munich et Strasbourg, où il avait passé un doctorat en 1904 avec un travail sur la  syringomyélie et le Tabes dorsalis (une forme de neurosyphilis), il commença son activité médicale à Berlin comme assistant du spécialiste des maladies internes Rudolf von Renvers. Après son service militaire à Munich, en 1907 il devint en 1908 assistant à Greifswald auprès d’Erwin Payr, qu’il accompagna en 1910 à Königsberg. Sous la direction de Paul Leopold Friedrich, qui en 1911 avait obtenu une chaire à Königsberger, il passa son doctorat d'État en 1911 avec un travail indicatif sur la transplantation des tendons et des fascias. Après avoir été chirurgien militaire il fut chargé en 1915 de remplacer son supérieur, tombé malade, comme directeur de l'hôpital. En 1916, l'Ordinariat lui fut conféré à titre définitif. Jusqu'en 1921, il transforma l'hôpital de fond en combles.
À la suite de la mort subite de Georg Clemens Perthes il répondit en 1924 à un appel de l'université de Tübingen, où sur ses indications et ses plans fut construit un nouvel hôpital chirurgical.
En 1932 il refusa un appel pour Heidelberg qui était alors « le plus mauvais de tous les hôpitaux chirurgicaux d'Allemagne », puisqu'on ne voulait pas lui accorder la reconstruction immédiate de l’hôpital qu’il exigeait. En 1933, il accepta un deuxième appel après qu’on se fut engagé à cette reconstruction. Jusqu'en 1939,sous sa conduite fut édifié l'hôpital, un des plus modernes pour son temps, au Neuenheimer Feld où il se trouve encore aujourd'hui. À partir de 1934, il fut un chirurgien consultant pour la Reichswehr et la Wehrmacht. En 1938, il fut élu membre de la Leopoldina.
Il mourut comme Johann Mikulicz d’un cancer de l'estomac.

## Réalisations chirurgicales
Le 18 mars 1927, Kirschner réussit la première embolectomie pulmonaire, désignée sous le nom d'opération de Trendelenburg (du nom de Friedrich Trendelenburg qui fut un de ses professeurs). Il développa une nouvelle méthode de mise au point d'un œsophage artificiel et une méthode d'ouverture du genou.